# Catastrophe d'Aniche de 1854
La catastrophe d'Aniche de 1854 a lieu le 26 octobre et a pour cause un coup de grisou provoquant un éboulement qui tua 11 mineurs à la fosse Saint-Édouard nommée aussi fosse Azincourt de la Compagnie des mines d'Azincourt sur le territoire d'Aniche dans le département du Nord,

## Contexte
À Aniche est découverte le 12 septembre 1778 la houille à la fosse Sainte-Catherine. En 1823, une ordonnance royale permet l'ouverture de deux verreries, celle du haut et celle du bas. À partir de cette époque, la population d'Aniche d'un millier de personnes augmentera d'un millier environ tous les dix ans pour atteindre 10 000 et se stabiliser au cours du XXe siècle avec l'industrialisation.
Aniche avait déjà déploré, le 7 février 1827 dans la matinée, une catastrophe à la fosse fosse Saint-Hyacinthe de la Compagnie des mines d'Aniche, un foyer qu'on avait l'habitude d'entretenir a communiqué le feu aux échafaudages d'accès au puits de descente des ouvriers. La fumée se répandit en abondance à l'intérieur de la mine, elle asphyxia 46 ouvriers occupés dans les veines à l'extraction de la houille. Sept jeunes gens et deux pères de familles furent retirés morts,.
Après cette catastrophe de 1854 viendra également la catastrophe d'Aniche de 1900 qui causa 21 tués par 258 kilos de dynamite.

### Explosion de chaudière du 23 juillet 1841
L'explosion d'une chaudière en fonte fit quatre blessés.« Les parties antérieure et postérieure du massif de maçonnerie du fourneau ne furent point démolies, toutes les poutres de la toiture furent enlevées avec les unies et l'eau bouillante jaillit à une hauteur verticale d'environ 3 mètres suivant la déclaration du directeur M. Lanvin. Quatre ouvriers qui se trouvaient au moment de l'explosion dans le local des chaudières furent atteints par la chute des débris de la toiture et brûlés par l'eau chaude. Leurs blessures n'ont point eu de gravité et ils étaient tous à peu près complètement rétablis le 11 août, dix huit jours après l'accident. Il paraît que le chauffeur était occupé à charger du combustible sur la grille de la chaudière qui a fait explosion »
.

## Chute de pierre le 10 avril 1843, un jeune ouvrier tué
Le journal L’Écho de la Frontière (Valenciennes) du 15 avril 1843 publie : « Le 10 de ce mois, le nommé Millien COURTIN, âgé de 18 ans, d'Auberchicourt, ouvrier mineur travaillant à la fosse d'Azincourt, de la société Lambin et compagnie, a été tué par la chute d'une pierre, dit cloche, se détachant du toit de la veine, où il était occupé. Millien COURTIN était le plus âgé de 8 enfants et le seul soutien, avec son père, de cette nombreuse famille qui perd en lui la moitié de ses ressources. Il est fort regretté des ouvriers qui travaillaient avec lui ».

## La catastrophe du 26 octobre 1854

### Annonce

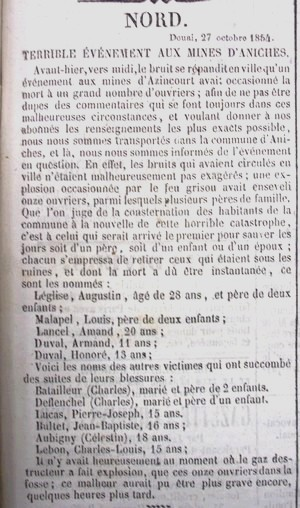
Le Courrier douaisien article du 27 octobre 1854 concernant la catastrophe du 26 octobre 1854

Le Courrier douaisien du 29 octobre 1854. Le journal écrit :« Douai, le 27 octobre 1854, un coup de grisou à la fosse d'Azincourt a fait 11 morts. Au moment de l'explosion, 11 ouvriers étaient présents, ils ont été ensevelis. 5 sont morts instantanément : Augustin LEGLISE, 28 ans, père de 2 enfants, Louis MALAPEL, père de 2 enfants, Amand LANCEL, 20 ans, Armand DUVAL, 11 ans, Honoré DUVAL, 13 ans. Les autres ont succombé des suites de leurs blessures : Charles BATAILLEUR, marié et père de 2 enfants, Charles DEFLENCHEL, marié et père d'un enfant, Pierre Joseph LUCAS, 15 ans, Jean Baptiste BULTET, 16 ans », Célestin AUBIGNY, 18 ans et Charles Louis LEBON, 15 ans.

### Vérification
L'état civil confirme les victimes avec quelques fautes dans les noms et Charles Batailleur nommé dans l'article repris comme Charles Mazelle à l'état civil comme enfant des hospices de Paris.

#### État civil d'Aniche
Victimes déclarées à l'état civil d'Aniche :
6 tués déclarés morts à la fosse d'Azincourt :
Armand Lancelle, 20 ans (acte de décès 193), Honoré Duval ; 14 ans; (acte de décès 196), Armand Duval ; 12 ans (acte de décès 197), Louis Malapelle ; 25 ans (acte de décès 198), Augustin Léglise ; 27 ans (acte de décès 199), Albert Jean-Baptiste Lucas ; 15 ans (acte de décès 200).
4 déclarés décédés à leur domicile par suite de blessures :
Charles-Louis Lebon ; 15 ans (acte de décès 194), Charles Mazelle ; 31 ans (acte de décès 195), Jean-Baptiste Bultez ; 13 ans (acte de décès 201), Célestin Aubigny ; 18 ans (acte de décès 202).

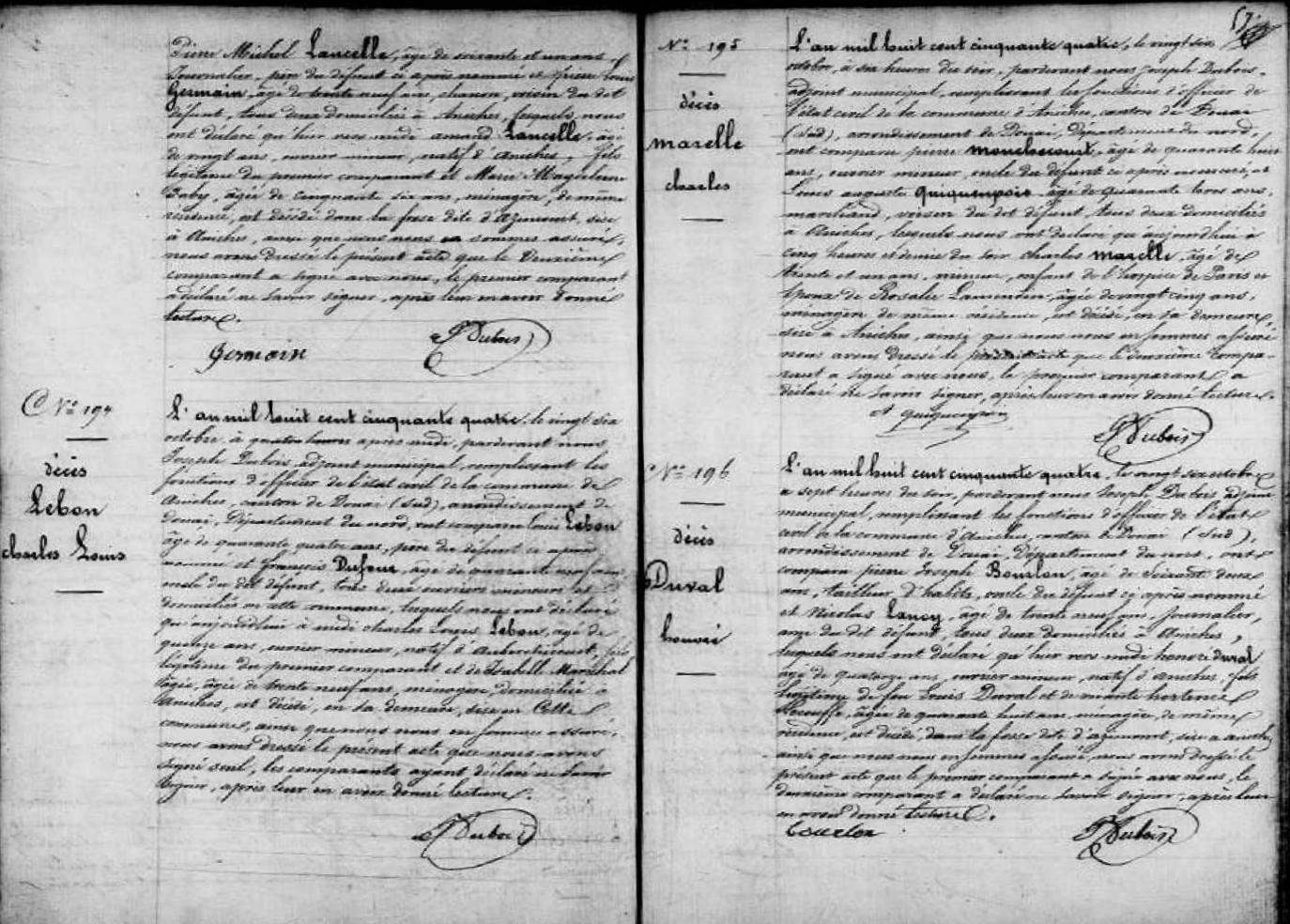
acte de décès de 193 à 196
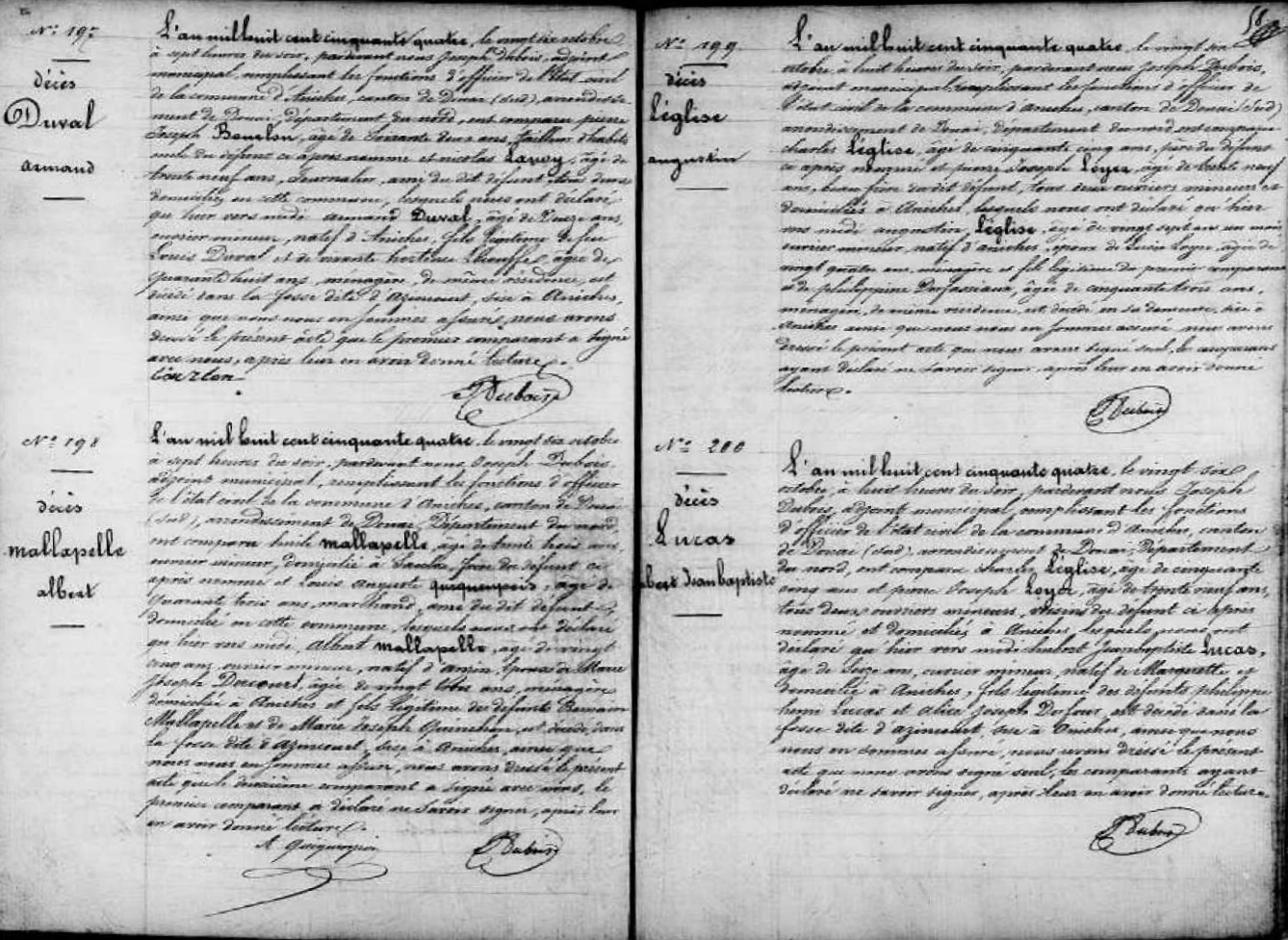
acte de décès de 197 à 200
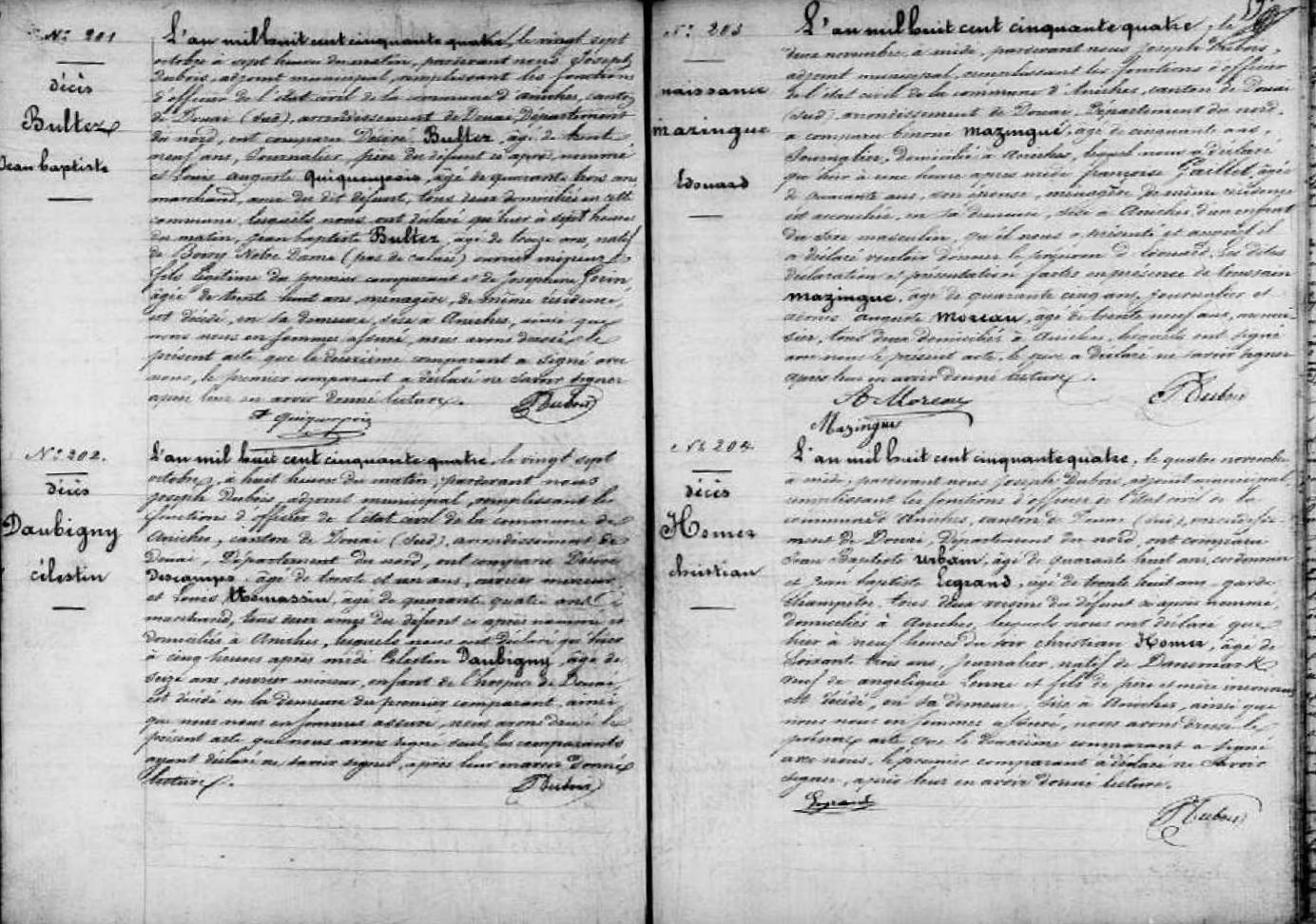
acte de décès de 201 à 204

#### État civil d'Abscon
Charles Defrèchel, ; 24 ans (Acte de décès no 92) déclaré décédé à son domicile.

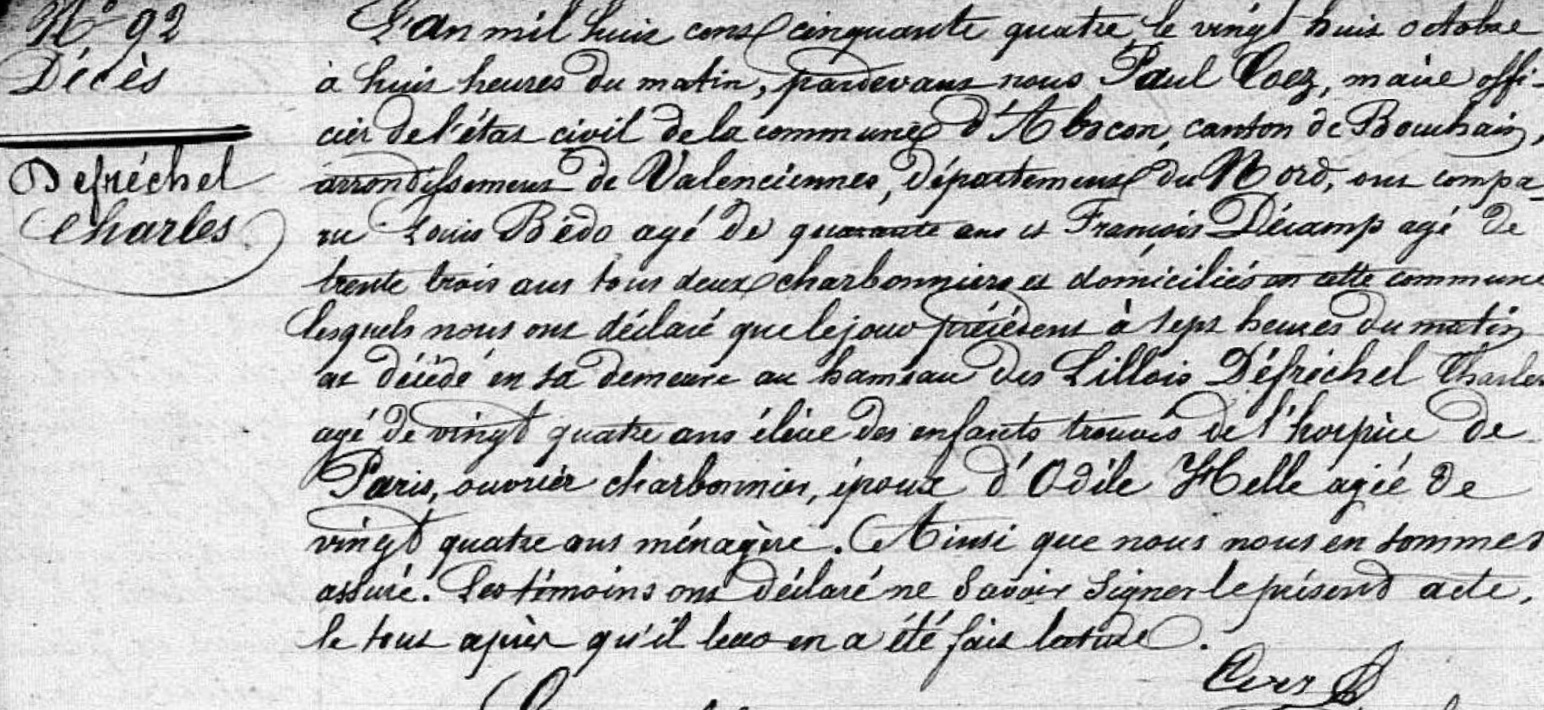
Catastrophe d'Aniche de 1854 -  État civil d'Abscon - acte de décès 92 Defréchel Charles

## Suites
À la suite de plusieurs coups de grisou dont l'un a fait perdre la vie à onze mineurs, la Compagnie des mines d'Azincourt décidera avec les conseils de J. Levy, ingénieur des mines de Moselle, de remplacer les foyers d'aérage par un ventilateur puissant. Un ventilateur de M. Lemielle à deux ailes est installé à Azincourt. Le diamètre de la cuve cylindrique est de 4,20 m et la hauteur de 2,15 m 

## Photothèque

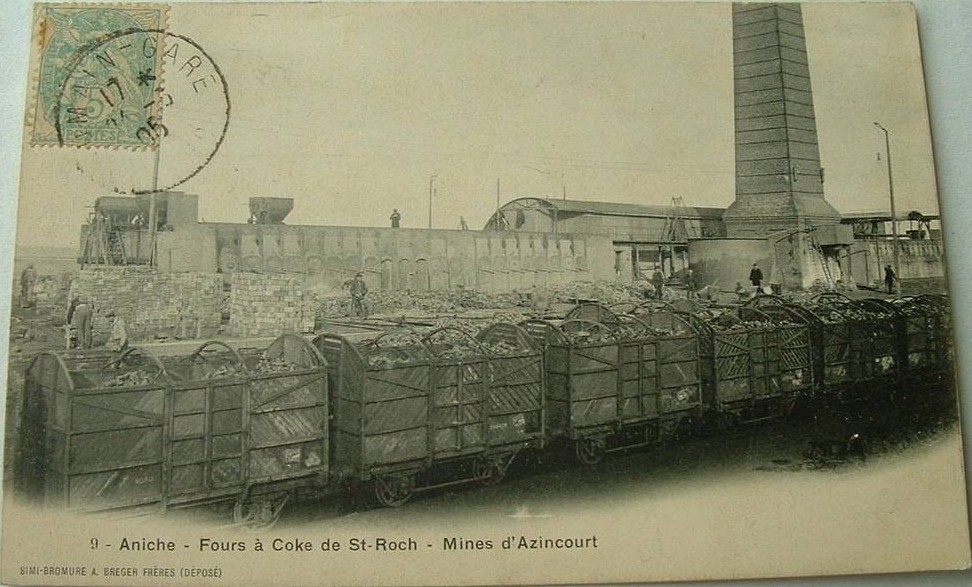
Fours à Coke de Saint-Roch - Mines d'Azincourt près d'Aniche

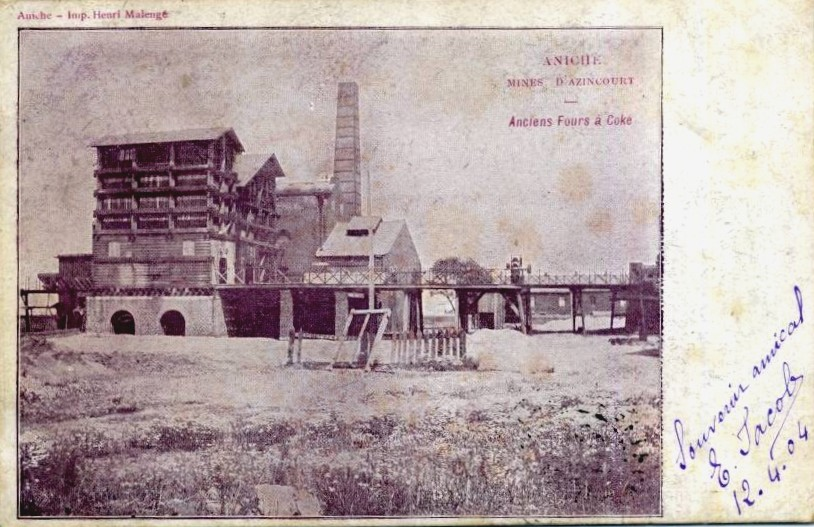
Mines d´Azincourt - Anciens Fours à Coke- Correspondance du 12 avril 1904

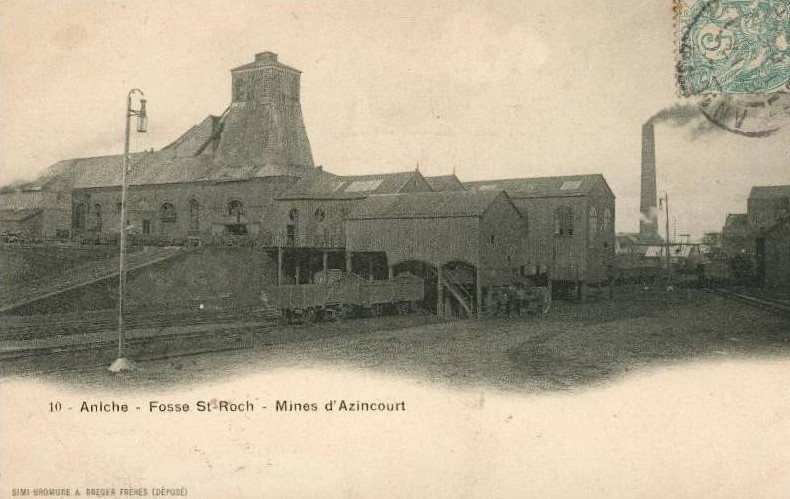
Fosse Saint-Roch - Mines d'Azincourt-Correspondance début 1900